# Carla Laemmle
Rebecca Isabelle "Carla" Laemmle, född 20 oktober 1909 i Chicago, Illinois, död 12 juni 2014 i Los Angeles, Kalifornien, var en amerikansk skådespelare.
Laemmle var syskondotter till Universal Pictures grundare Carl Laemmle och var främst verksam under 1920- och 1930-talen. Hon hade bland annat en liten roll i Dracula. Under 2000-talet har hon bland annat släppt en självbiografi och medverkat i dokumentärfilmer om Universals gamla skräckfilmer. Under 2010-talet har hon åter medverkat i ett par filmer. 2010 medverkade hon även i TV-dokumentären A History of Horror with Mark Gatiss.